# Schattwald
Schattwald ist eine Gemeinde mit 465 Einwohnern (Stand 1. Jänner 2025) im Bezirk Reutte in Tirol (Österreich) und der letzte bzw. westlichste Ort im Tannheimer Tal, das von der Vils durchflossen wird. Er befindet sich östlich des nach Bad Hindelang (Bayern) führenden Oberjochpasses, damit liegt er etwas östlich der Grenze zu Deutschland.

## Geografie

### Gemeindegliederung
Das Gemeindegebiet umfasst folgende sechs Ortschaften (Einwohner Stand 1. Jänner 2025):
- Fricken (92)
- Kappl (75)
- Rehbach (9)
- Schattwald (126)
- Steig (33)
- Wies (130)

Das Siedlungsgebiet der Gemeinde verteilt sich auf mehrere kleine Ortschaften und Weiler. Schattwald besteht aus den Ortsteilen Kappl, Wies, Fricken, Steig, Vilsrain und Rehbach.

### Nachbargemeinden
|               | Jungholz                                    | Pfronten |
| Bad Hindelang | Kompassrose, die auf Nachbargemeinden zeigt |          |
|               |                                             | Zöblen   |

## Geschichte
- bis 1200: Schattwald diente ursprünglich als Jagdgebiet, worauf der Fund eines Skelettes und einer bronzenen Lanzenspitze hinweist. 1972 wurde in der Nähe der Pfarrkirche eine römische Münze gefunden. Die Vorderseite der Münze zeigt den Kopf des Augustus, auf der Rückseite sind die Buchstaben SC zu erkennen. Dies belegt, dass Schattwald schon zur Römerzeit zumindest als Durchzugsgebiet gedient hat.
- 596: Im Grenzgebiet des Tannheimer Tales lassen sich die ersten Schwaben nieder.
- 1432: erste urkundliche Nennung
- 1540: die Grafen Montfort lassen den Saumpfad über das Joch bis an die Rieder Zollbrücke als Straße ausbauen.
- 1699: Schattwald wird eigene Kaplanei.
- 1816: bei Dannheimer in Kempten erscheint eine „Kurze Beschreibung des Heilbades zu Schattwald im Kaiserlich-Königlichen Landgerichte Ehrenberg von Dr. Holer, Kaiserl.-Königl. Landgerichts-Physikus zu Reutte“.
- 1848: Schattwald wird eigene Pfarrei
- 1900: Die Straßenverbindung zum Oberjoch wird eröffnet.
- 1911: Die Gemeinde Reutte beginnt mit Planungen für ein Wasserkraftwerk in Schattwald. Der Ausbruch des Ersten Weltkrieges macht diese Pläne zunichte.
- 1914: Erster Weltkrieg: Von 55 eingerückten Männern fallen 17
- 1919: Die Gemeinde Schattwald greift die Kraftwerkspläne auf und errichtet in der Folgezeit das „Elektrizitätswerk Schattwald“.
- 1922: Das Elektrizitätswerk wird in Betrieb genommen
- 1942: Glockenablieferung
- 1945: In der Nacht auf den 30. April wird Schattwald unter Granatfeuer genommen.
- 1964: Unter Leitung von Emil Hensler wird die Grundzusammenlegung begonnen.
- 1971: Der 3er-Sessellift Wannenjoch wird errichtet.
- 1974: Die Grundzusammenlegung wird abgeschlossen.

### Bevölkerungsentwicklung
| Schattwald: Einwohnerzahlen von 1869 bis 2024       | Schattwald: Einwohnerzahlen von 1869 bis 2024 | Schattwald: Einwohnerzahlen von 1869 bis 2024 | Schattwald: Einwohnerzahlen von 1869 bis 2024 | Schattwald: Einwohnerzahlen von 1869 bis 2024 |
| --------------------------------------------------- | --------------------------------------------- | --------------------------------------------- | --------------------------------------------- | --------------------------------------------- |
| Jahr                                                |                                               |                                               |                                               | Einwohner                                     |
| 1869                                                | 1869                                          |                                               | 339                                           | 339                                           |
| 1880                                                | 1880                                          |                                               | 327                                           | 327                                           |
| 1890                                                | 1890                                          |                                               | 272                                           | 272                                           |
| 1900                                                | 1900                                          |                                               | 266                                           | 266                                           |
| 1910                                                | 1910                                          |                                               | 286                                           | 286                                           |
| 1923                                                | 1923                                          |                                               | 268                                           | 268                                           |
| 1934                                                | 1934                                          |                                               | 249                                           | 249                                           |
| 1939                                                | 1939                                          |                                               | 260                                           | 260                                           |
| 1951                                                | 1951                                          |                                               | 314                                           | 314                                           |
| 1961                                                | 1961                                          |                                               | 315                                           | 315                                           |
| 1971                                                | 1971                                          |                                               | 345                                           | 345                                           |
| 1981                                                | 1981                                          |                                               | 386                                           | 386                                           |
| 1991                                                | 1991                                          |                                               | 403                                           | 403                                           |
| 2001                                                | 2001                                          |                                               | 413                                           | 413                                           |
| 2011                                                | 2011                                          |                                               | 430                                           | 430                                           |
| 2021                                                | 2021                                          |                                               | 460                                           | 460                                           |
| 2024                                                | 2024                                          |                                               | 464                                           | 464                                           |
| Quelle(n): Statistik Austria, Gebietsstand 1.1.2021 |                                               |                                               |                                               |                                               |

## Kultur und Sehenswürdigkeiten
- Der aus Elbigenalp im Lechtal stammende Künstler Anton Falger hat 1846 auch für Schattwald einen Totentanz geschaffen, der ursprünglich in der Vorhalle des gotischen Vorgängerbaus der heutigen Kirche St. Wolfgang hing und heute an der Südwand der neuen Kirche seinen Platz gefunden hat. Die auf zwölf Holztafeln gemalten kleinformatigen Bilder (20 × 16 cm) sind in zwei Reihen in einem großen Rahmen zusammengefasst. Sie sind nicht signiert, das Bild des Soldaten ist auf 1846 datiert. Die Anordnung der Bilder entspricht wahrscheinlich nicht mehr den Intentionen des Künstlers; es folgen heute aufeinander: Kind, Knabe, Soldat, Bischof, Jungfrau, Bürgerin, Bauer, Monarch, Bettelweib, Handwerker, Mutter, Großmutter.[3]
- Kirche zum hl. Wolfgang, 1985 im Nazarenstil renoviert

## Wirtschaft und Infrastruktur
Das gemeindeeigene Kraftwerk versorgt das gesamte Tannheimer Tal mit elektrischer Energie.

### Tourismus
Schattwald ist eine zweisaisonale Tourismusgemeinde. Im Winter kann Schattwald zusammen mit Zöblen die größte Pistenfläche mit fünf Aufstiegshilfen, aufweisen. Schattwald hat auch die älteste Skischule im Tannheimer Tal.

### Ansässige Unternehmen
- Elektrizitätswerk Schattwald

## Politik

### Gemeinderat
Der Gemeinderat besteht aus 11 Vertretern.
| Partei                              | 2022    | 2022    | 2016    | 2016    | 2010    | 2010    |
| Partei                              | Prozent | Mandate | Prozent | Mandate | Prozent | Mandate |
| ----------------------------------- | ------- | ------- | ------- | ------- | ------- | ------- |
| Miteinander für Schattwald (MIT)    | 59,80   | 7       |         |         |         |         |
| Gemeinschaftsliste Schattwald (GLS) | 40,20   | 4       | 65,98   | 7       | 59,49   |         |
| Helf mar zamm (LUTZ)                |         |         | 34,02   | 4       |         |         |
| Für Schattwald                      |         |         |         |         | 40,51   |         |

### Bürgermeister
- 1824–1837 Michael Renn
- 1838–1841 Nikolaus Wötzer
- 1842–1844 Johann Georg Scheiber
- 1845–1850 Johann Müller
- 1851–1858 Johann Georg Scheiber
- 1859–1864 Johann Kotz
- 1865–1874 Georg Lochbichler
- 1875–1880 Wolfgang Holl
- 1881–1883 Josef Lochbichler
- 1884–1902 Josef Scheiber
- 1903–1919 Benedikt Zobl
- 1920–1922 Johann Georg Lochbichler
- 1923–1929 Benedikt Zobl
- 1939–1940 Franz Tannheimer
- 1940–1941 Oswald Zobl
- 1941–1945 Alois Rief
- 1945–1962 Fridolin Tannheimer
- 1962–1980 Johann Durst
- 1980–1992 Friedrich Müller
- 1993–2010 Alfred Tannheimer
- 2010–2016 Herbert Durst
- 2016–2022: Waltraud Zobl
- seit 2022: Wolfgang Ramp

## Persönlichkeiten

### Ehrenbürger
Ehrenbürger von Schattwald sind:
- 1930 Otto von Habsburg
- 1943 Josef Mair
- 1955 Fridolin Tannheimer, Bürgermeister
- 1958 Johann Koller
- 1959 Johann Geisler, Pfarrer
- 1961 Albert Huter, Volksschuldirektor
- 1968 Eduard Wallnöfer, Landeshauptmann
- 1980 Johann Durst, Bürgermeister
- 2001 Josef Schratz

### Söhne und Töchter der Gemeinde
- Martin Baur (* 10. November 1720 in Wies; † 4. September 1805 ebenda), Bauer und Orgelmacher, baute z. B. die Orgel für Tannheim mit 18 Registern, Stanzach (1775), Häselgehr (8 Register, jetzt in St. Joseph in Boden), Tannheim: Felixe Minas-Haus (2 Register, ursprünglich im Haus Schmid).
- Johann Nepomuk Zobl (* 23. Jänner 1822 Schattwald/Tirol; † 13. September 1907 Feldkirch/Vorarlberg), Weihbischof und Generalvikar in Feldkirch. Nach seiner Priesterweihe am 27. Juli 1845 in Brixen seit 1851 Studienpräfekt und Professor für Kirchengeschichte am dortigen Priesterseminar; seit 1872 Redakteur und Herausgeber des Brixner Kirchenblattes. Dieser wurde nach dem Tod des Fürstbischofs Johann von Leiß am 25. April 1884 zum Kapitelvikar gewählt, nachdem er ab 1876 Domkapitular war. Im folgenden Jahr (27. März 1885) wurde dieser zum Weihbischof in Brixen (Bischofsweihe am 26. April 1885 durch Fürstbischof Simon Aichner) und Generalvikar für Vorarlberg mit Sitz in Feldkirch ernannt.